# Мырзахметов, Шалатай Мырзахметович
Шалатай Мырзахметов (род. 20 июня 1946, село Шаульдер, Отрарский район, Южно-Казахстанская область, Казахская ССР, СССР) — казахский государственный и общественный деятель.

## Биография
Родился 20 июня 1946 года в селе Шаульдер, Отырарского района Южно-Казахстанской области.
В 1968 году окончил Казахский химико-технологический институт по специальности «инженер-строитель».
В 1992 году окончил Казахстанский институт менеджмента, экономики и прогнозирования по специальности «политолог».

## Трудовая деятельность
Трудовую деятельность начал с 1962 года трактористом совхоза «Арыс», Кызылкумского района.
С 1968 по 1971 годы — Строитель совхоза имени Абая Байганинского района Актюбинской области.
С 1971 по 1976 годы — Главный инженер-строитель Кзылкумского райсельхозуправления Чимкентской области.
С 1976 по 1981 годы — Начальник ПМК-2507 Кзылкумского района Чимкентской области.
С 1981 по 1988 годы — Заместитель председателя исполкома Кзылкумского районного Совета народных депутатов Чимкентской области.
С 1988 по 1992 годы — Председатель исполкома Сузакского районного Совета народных депутатов Чимкентской области.
С 1992 по 2000 годы — Президент правления Южно-Казахстанской универсальной торговой биржи «Жибек жолы» город Шымкент Южно-Казахстанской области.
С 2000 по 2003 годы — Аким Отрарского района Южно-Казахстанской области.
С 2003 по 2007 годы — Секретарь Южно-Казахстанского областного маслихата.
Прочие должности
Член Ассамблеи народов Казахстана
Член Центрального Совета Республиканского общественного объединения депутатов маслихатов Казахстана.

## Выборные должности, депутатство
С 2007 по 2011 годы — Депутат Мажилиса Парламента Республики Казахстан ІV созыва, Член Комитета по законодательству и судебно-правовой реформе, Член депутатской группы «Жаңа Қазақстан».
С 2012 по 2016 годы — Депутат Мажилиса Парламента Республики Казахстан V созыва, Член комитета по законодательству и судебно-правовой реформы Мажилиса Парламента Республики Казахстан.
Член Фракции «Нур Отан», член депутатской группы от Ассамблеи народов Казахстана

## Награды и звания
- 1986 — Медаль «За трудовое отличие» (СССР)
- 1998 — Медаль «За трудовое отличие» (Казахстан)
- 1998 — Медаль «Астана»
- 2006 — Орден Курмет[1]
- Медаль «За вклад в обеспечение национальной безопасности»
- Медаль НДП «Нур Отан» «Белсенді қызыметі үшін»
- Почётный гражданин Южно-Казахстанской области (2017)
- Почётный гражданин Отырарского, Сузакского районов (ЮКО)
- Государственные юбилейные медали
- 2001 — Медаль «10 лет независимости Республики Казахстан»
- 2004 — Медаль «50 лет Целине»
- 2005 — Медаль «10 лет Конституции Республики Казахстан»
- 2005 — Медаль «10 лет Парламенту Республики Казахстан»
- 2008 — Медаль «10 лет Астане»
- 2011 — Медаль «20 лет независимости Республики Казахстан»
- 2015 — Медаль «20 лет Конституции Республики Казахстан»
- 2015 — Медаль «20 лет Ассамблеи народа Казахстана»
- Медаль «За заслуги в Южно-Казахстанской области»